# عصيدة غورييف

عصيدة غورييف (بالروسية: Гурьевская каша) وهي عبارة عن طبق عصيدة روسية حلوة تُحضر من السميد والحليب ومع إضافات من المكسرات (مثل البندق والجوز واللوز) والقيمر والفواكه المجففة. تشمل الطريقة التقليدية لإعداد الطبق تحضير أغشية الحليب ومن ثم فصل مكونات الطبق عن طريق وضع غشاء بين كل طبقة. تعتبر هذه العصيدة من الأطباق التقليدية في المطبخ الروسي، وتم اختراعها في أوائل القرن التاسع عشر الميلادي.

## التاريخ
يأتي اسم عصيدة غورييف من اسم الكونت «ديمتري أليكساندروفيتش غورييف» (1751-1825)، وزير المالية وعضو مجلس الدولة للإمبراطورية الروسية.
قيل بإن عصيدة غورييف اخترعها «زاخار كوزمين»، وهو عبد طباخ يعمل لدى «جورجي جوريوفسكي» لواء فوج أورينبورغ دراغون المتقاعد، والذي زاره ديمتري غورييف. أشترى ديمتري غورييف بعد ذلك زاخار كوزمين مع عائلته وجعله طاهياً في بلاطه. وفقاً لرواية أخرى، توصل غورييف نفسه إلى وصفة العصيدة.
كانت هذه العصيدة أحد الأطباق المفضلة لدى الإمبراطور ألكسندر الثالث. قبل حادث قطار 17 أكتوبر 1888 الذي كان ألكسندر الثالث يستقله، تم تقديم طبق الحلوى هذا إليه. وعندما أتى النادل إلى الإمبراطور من أجل صب القشدة، حدثت ضربة فضيعة وخرج القطار عن مساره.